# B-52轰炸机 (鸡尾酒)
B-52是一种鸡尾酒。该品种有三种原材料组成，分别为甘露咖啡力娇酒、百利甜和柑曼怡组成。如果制备得当，可以看到明显的分层，因为不同品种酒类的相对密度也不同。

## 注解
1. ↑  也可以拼写为B52、Bifi或Bifty
2. ↑  有时也使用Triple sec或者君度代替